# Oblężenie Saint-Jean-d’Angély
Oblężenie Saint-Jean-d’Angély – oblężenie prowadzone od maja do czerwca 1621 r. przez młodego króla Francji Ludwika XIII przeciwko ruchowi hugenockiemu. Miasto zostało zdobyte 24 czerwca 1621 r. po zaledwie 26 dniach oblężenia. Po zakończeniu oblężenia Ludwik XIII wysłał część armii w kierunku La Rochelle w celu blokady miasta. Wspólnie z pozostałą częścią wojska wyruszył w kierunku Montauban, gdzie doszło do kolejnego oblężenia, zakończonego kapitulacją wojsk królewskich.